# Yarrow
Yarrow (algoritmo de la milenrama) es un CSPRNG, su nombre proviene de la planta llamada milenrama, aquilea o plumerillo, que se usaba como agente aleatorizante en la adivinación del I Ching.
Fue diseñado por Bruce Schneier, John Kelsey y Niels Ferguson de Counterpane Labs (Kelsey et. al, 1999). El algoritmo Yarrow explícitamente no está patentado, es libre, no se requiere licencia para utilizarlo.
Yarrow está incorporado en Mac OS X y FreeBSD para sus dispositivos/dev/random
Un diseño mejorado de este algoritmo se llamó Fortuna, Ferguson y Schneier lo describen en su libro Practical Cryptography.